# Bernardo Larroudé
Bernardo Larroudé är en ort i Argentina.   Den ligger i provinsen La Pampa, i den centrala delen av landet, 500 kilometer väster om huvudstaden Buenos Aires. Bernardo Larroudé ligger 127 meter över havet och antalet invånare är 1 619.
Terrängen runt Bernardo Larroudé är mycket platt. Runt Bernardo Larroudé är det mycket glesbefolkat, med 4 invånare per kvadratkilometer.. Det finns inga andra samhällen i närheten.
Trakten runt Bernardo Larroudé består till största delen av jordbruksmark.